# Darling (film, 2007)
Pour les articles homonymes, voir darling.
Pour plus de détails, voir Fiche technique et Distribution.
Darling est un film français réalisé par Christine Carrière, sorti en 2007.
Le film est une adaptation du roman éponyme de Jean Teulé.

## Synopsis
Darling a la vie dure ; elle souffre depuis toute petite, mais continue de rêver. Chaque lueur dans sa vie amène un désastre. Récit témoignage d'une vie réelle, sans issue. L'histoire d'une mal née.

## Fiche technique
- Titre : Darling
- Réalisation : Christine Carrière
- Scénario : Christine Carrière et Pascal Arnold, adapté du roman Darling de Jean Teulé
- Photographie : Gordon Spooner
- Son : Eric Rophé
- Musique : Dan Levy
- Décor : Antoine Platteau
- Montage : Mathilde Grosjean et Martine Barraqué
- Production : Edouard Weil
- Société de production : Rectangle Productions et Gaumont, en association avec la SOFICA Cofinova 3
- Pays de production :  France
- Genre : drame
- Durée : 93 minutes
- Date de sortie :
  - France : 7 novembre 2007
  - Belgique : 14 novembre 2007

## Distribution
- Marina Foïs : Catherine Nicolle, dite « Darling »
- Guillaume Canet : Joël Epine dit « Roméo »
- Anne Benoît : Suzanne Nicolle, la mère de Darling
- Marc Brunet : Georges Nicolle, le père de Darling
- Sissi Duparc : Chantal Clément
- Jean Teulé : Le directeur du foyer
- Guillaume Gouix : Le frère de Catherine
- Raphaël Bouvet : Kevin
- Océane Decaudain : Catherine petite
- Hervé Lassïnce : Vincent Blandamour
- Eloïse Charretier : La collègue de cantine
- Daniel Milgram : Le docteur Coligny

## Production

### Tournage
Le film a été tourné dans les départements de :
- La Manche
  - Contrières
  - Granville
  - Saint-Martin-de-Bréhal
  - Saint-Pair-sur-Mer
  - Saussey
- Paris
  - Hôpital Saint-Louis
- Seine-et-Marne
  - Fontenay-Trésigny
- Yvelines
  - Jouars-Pontchartrain
- Val-d'Oise
  - Nesles-la-Vallée

## Accueil

### Accueil critique
En France, le site Allociné propose une note moyenne de 3,1⁄5 à partir de l'interprétation de critiques provenant de 19 titres de presse.

## Distinctions

### Récompenses

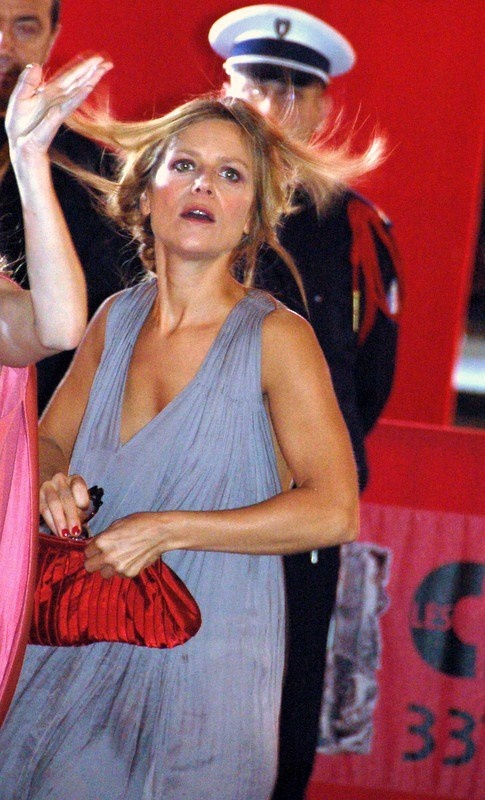
Marina Foïs à la cérémonie des Césars du cinéma 2008.

Le film a reçu deux nominations aux César 2008 pour :
- Meilleure actrice : Marina Foïs pour le rôle de Darling
- Meilleure adaptation

## Citation
« Elle est pas facile à dire, la vérité. Si j'enlève la broderie, il reste que la merde, et la merde, ça n'intéresse personne. Les gens, ce qu'ils veulent tous, c'est des belles histoires, avec des gens beaux. La merde des inconnus, tout le monde s'en fout. »

— Darling